# Cuando llega el amor
Cuando llega el amor (lit. Quando trata-se de amor) é uma telenovela mexicana produzida pela Televisa e exibida entre 25 de dezembro de 1989 e 11 de maio de 1990, substituindo Morir para vivir e sendo substituída por Alcanzar una estrella (19h) e Mi pequeña Soledad (19h30), em 100 capítulos de 1 hora.
Foi protagonizada por Lucero e Omar Fierro e antagonizada por  Nailea Norvind, Juan Carlos Casasola, Guillermo García Cantú, Miguel Pizarro e a primeira atriz Susana Alexander.
Foi reprisada pelo canal TLNovelas entre 3 de maio e 9 de julho de 2021, substituindo Nunca te olvidaré.

## Enredo
Isabel Contreras é uma jovem privilegiada. É bonita, rica, seus pais a adoram, está comprometida com o bonitão Rodrigo, com que se casará assim que terminar a faculdade. Alonso, o professor de equitação, propõe que ela represente o país em competições internacionais. Só Isabel tem uma inimiga em sua própria casa. Se trata de sua prima Alejandra, que a odeia. Um dia, Rodrigo pede a Isabel para ir com ele ao seu apartamento, mas ela se recusa. Querendo ferir sua primo, Alejandra seduz Rodrigo e Isabel descobre. Sabendo que seu pai expulsará Alejandra de casa, se descobrir o que ela fez, Isabel se cala. Rompe o seu compromisso sem dar mais explicações.
Ao mesmo tempo, Gerardo, o pai de Rodrigo, diz a sua família está praticamente na ruína e está prestes a perder a clínica, que é sua propriedade. Sua esposa María Luisa, uma mulher superficial e que vive de aparências, não suporta a ideia de perder tudo e por isso empurra o seu filho para que ele se reconcilie com Isabel e se case, de modo que todos seus problemas econômicos se resolvam. Gerardo sua vez, cansado das censuras de sua esposa, mantém um caso extraconjugal com Claudia, uma mulher que renuncia a seu passado humilde. Ela não ama Gerardo , porque tudo o que ela quer é satisfazer as suas ambições de dinheiro e posição, sem que ele perceba.
Rodrigo diz a verdade para Andres, empregado de confiança de Rafael Contreras e amigo da família. André, que é apaixonado por Alejandra, use este segredo para se aproximar dela. Rodrigo diz a Alejandra que contará tudo a Rafael, de maneira que ele seja a vítima e, assim, poder voltar com Isabel. Esta por sua vez, consolou sua decepção se preparando para seu próximo torneio de equitação. Alejandra, procurando impedir que a verdade seja dita e com intenção de fazer mais danos à sua prima, corta as rendas do cavalo Isabel, causando sua queda. Embora ainda esteja viva, Isabel está gravemente ferida e depois de ser operada no joelho, usará muletas por um tempo. Andrés descobre que Alejandra causou o acidente e a chantageia para que ela torne sua amante.
Solitária e deprimida, Isabel se entretém observando de sua janela, as pessoas que vivem no edifício em frente. Luis Felipe, um jornalista bonito e fotógrafo que mora no apartamento em frente a sua janela, apaixona por Isabel e o sentimento é mútuo. Eles se conhecem em um dia, quando Isabel vai passar um tempo no parque. Mas Alejandra, convencida de que seu prima nunca será feliz novamente, começa a intromissão para tentar separá-los. Ela pede que Luis Felipe aceite tirar algumas fotografias, dizendo-lhe que quer ser uma modelo e eles vão a Nayarit para a sessão de fotos. Lá, Alejandra começa a envenenar Luis Felipe contra Isabel, mas ele não acredita em nada.
Naquela noite, os dois vão a uma boate; Luis Felipe vai ao banheiro e Alejandra coloca uma droga na bebida dele. Assim que toma a bebida, Luis Felipe começa a gritar coisas sem sentido e Alexandra o leva. Na praia, Luis Felipe tem alucinação, confunde Alejandra com Isabel e a beija, mas depois adormece. Alejandra tenta seduzi-lo, mas Andrés chega e abusa dela. No dia seguinte, Alejandra diz Luis Felipe que ele a seduziu. Quando retornam à Cidade do México, Alejandra promete a Luis Felipe que não vai dizer o que aconteceu e ele aceita. Mas logo depois, Alejandra descobre que ela está grávida e devido a um mal-entendido todos acreditam que seu filho é Luis Felipe.
Decepcionada, Isabel vai para a casa de praia da família em Nayarit esquecer e tenta o suicídio, porém conhece Paco, um jovem que a salva e se apaixona por ela, mas ela só lhe dá sua amizade. Enquanto isso, Alejandra obriga Luis Felipe a se comprometer com ela. Mas uma noite, alguns ladrões arrombam e roubam a casa dos Contreras  e ao fugir batem contra o carro de Luis Felipe, que estava vindo com Alejandra. Após o acidente, Alejandra perde seu filho, enquanto Luis Felipe sofreu ferimentos leves. Ao reagir, Alejandra diz que a gravidez não está em perigo e ele mantém compromisso. No entanto, ele quer que Isabel o perdoe. Ele vai tentar falar com ela, mas Isabel o rejeita. Cheia de ciúmes, Alejandra mata com veneno um dos cavalos Isabel. Isabel retorna ao México e confronta Alejandra.
Enquanto isso, Amélia, a dona de casa começa a suspeitar que Alejandra não está mais esperando um filho e decide descobrir. Ela envia um bilhete anônimo para Luis Felipe, dizendo que Alejandra o engana e só quer prendê-lo. Ele decide levá-la a um médico para verificar se a gravidez está segura e ela finge um mal estar para não ir. Em seguida Andrés diz a Alejandra que revelará tudo o que ela fez para separar Isabel e Luis Felipe. Ela tenta seduzi-lo para que a deixe em paz e Luis Felipe os vê se beijando no jardim de sua casa. Em seguida, ele decide romper com Alejandra.
Posteriormente, Andres confessa a Isabel que sabia tudo o que Alejandra havia feito para separá-la de Luis Felipe. Enquanto isso, Luis Felipe descobre que Alejandra perdeu o filho e decide procurar Isabel. Então Alejandra decide terminar Andrés; ela o chama para seu apartamento e o distrai para envenená-lo com um copo de leite, mas ele não bebe. Nesse momento chega Isabel e Andrés começa a contar tudo o que Alejandra fez. Alejandra finalmente explode e diz a Isabel que ela tem tudo, e que tudo o que havia feito foi por amor a Luis Felipe. Agora, com tudo esclarecido, Luis Felipe e Isabel se reconciliam. Mas dias depois, seu pai sofre um ataque cardíaco e Isabel pede que Alejandra não confessar nada ainda, ele também pede isso a Luis Felipe.
Quando Don Rafael sai da clínica, Alejandra diz que não vai se casar com Luis Felipe, porque ela perdeu seu filho. Don Rafael o chama em seu escritório para perguntar por que o casamento foi cancelado, e falando isso com Andrés, ele revela toda a verdade e Rafael o demite da empresa. Alejandra vai cumprimentá-lo mais tarde e ele diz que já sabe tudo, e que ela terá que sair de casa.
Alejandra vai para o clube de equitação furiosa e diz a Isabel que por sua culpa seu tio a expulsou de casa. Nesse momento chega Andrés, e Alejandra o golpeia e ele diz a ela que os dois foram destruídos, já que ele perdeu o emprego. Alejandra sobe em um cavalo e grita com Isabel dizendo que vai mostrar a todos que ela é melhor, mas sofre uma queda e fica inválida.
Mais tarde, Luis Felipe, recebe o Prêmio de Melhor Jornalista do Ano e a festa é comemorada na casa de Isabel. Lá, Alejandra olha pela janela e chama Isabel. Quando Isabel vai vê-la, Alejandra finalmente se põe de pé para gritar que a odeia, e que devia tê-la matado ao invés do de seu cavalo, e que ela deveria morrer quando ela cortou as rédeas do cavalo para que ela caísse. Finalmente Alejandra se joga da varanda, arruinando a felicidade dos apaixonados com um olhar fantasmagórico.

## Elenco
- Lucero - Isabel Contreras
- Omar Fierro - Luis Felipe Ramires
- Nailea Norvind - Alejandra Contreras
- Guillermo García Cantú - Rodrigo Fernandes
- Irán Eory - Rosalía de Contreras
- Eric del Castillo - Rafael Contreras
- Lilia Aragón - Helena / Helen Rivers
- Amparo Arozamena - Doña Refugio
- Francisco Bernal - Alonso
- Roberto Blandón - Henrique
- Raúl Buenfil - Ranas
- Óscar Bonfiglio - Paulo
- Silvia Caos - Amelia
- Carmelita González - Carmem de Ramires
- Lucero Lander - Ángela Ramírez
- Ricardo de Loera - Montero
- Arturo Lorca - Nacho
- Charlie Massó - Rey
- Francisco Xavier - Paco
- Mónica Miguel - Yulma
- René Muñoz - Chucho
- Gustavo Navarro - Fito
- Polo Ortín - Don Isidro Vega
- Alejandra Peniche - Claudia Vega
- Miguel Pizarro - Andrés Santana
- Juan Felipe Preciado - Miguel Ramires
- María Rojo - Rosa
- Ninón Sevilla - Nina
- Rodrigo Vidal - Lalo Contreras
- Evangelina Sosa - Margarita
- Claudio Obregón - Gerardo Fernandes
- Susana Alexander - María Luisa Pereyra de Fernandes
- Juan Carlos Casasola - Beto
- Elizabeth Ávila - Julia
- Carlos Gracia - El Greñas
- Emma Laura - Verónica
- Sergio Sendel - Chicles
- Alexis Ayala - Nico
- Ernesto Godoy - Guero
- Ramón Valdés Urtiz - Toñito
- Surya MacGregor - Dolores
- Helio Castillo - Danilo
- César Balcazar - Mariano
- Teresa Guizar - Azucena
- María Fernanda - Paulinha
- Jorge Molina - Caritas
- Edgar Ramírez - Suave
- Jorge Urzúa - Trampas
- Lorette - Lucy
- Teo Tapia - Ramón
- Carlos Barcenas - Chino
- Armando Carreón - Tlacoyo
- José María Gálvez - Trovador
- Mauricio García - Lápiz
- Hugo Isaac - Gallo

## Prêmios e indicações

### Prêmio TVyNovelas de 1991
| Categoria                  | Indicado(a)          | Resultado |
| -------------------------- | -------------------- | --------- |
| Melhor telenovela          | Carla Estrada        | Indicado  |
| Melhor atriz antagonista   | Nailea Norvind       | Indicado  |
| Melhor ator antagonista    | Juan Carlos Casasola | Indicado  |
| Melhor atriz principal     | Susana Alexander     | Indicado  |
| Melhor atriz principal     | Irán Eory            | Indicado  |
| Melhor ator principal      | Eric del Castillo    | Indicado  |
| Melhor atriz coadjuvante   | María Rojo           | Indicado  |
| Melhor atriz juvenil       | Lucero               | Venceu    |
| Melhor ator juvenil        | Omar Fierro          | Venceu    |
| Revelação masculina        | Rodrigo Vidal        | Indicado  |
| Melhor direção cenográfica | Miguel Córcega       | Venceu    |